# Richard Woolsey
(Stargate Atlantis, Episodio 3x02)
Richard Woolsey è un personaggio immaginario appartenente all'universo Stargate, apparso nelle serie Stargate SG1 e Stargate Atlantis, divenendo in quest'ultima un personaggio principale durante la quinta stagione del telefilm. È interpretato dall'attore Robert Picardo.

## Woolsey nella serieStargate SG1
Woolsey compare per la prima volta nella serie Stargate SG1 come un personaggio secondario.
In seguito alla morte della Dottoressa Fraiser egli viene inviato all'SGC per investigare sull'accaduto. Più avanti quando riferirà il suo rapporto al presidente Hayes egli si renderà conto dell'appartenenza di Robert Kinsey al Trust, facendo sì che il Senatore rassegni le sue dimissioni. Woolsey ritornerà nella nona stagione spingendo l'SGC perché studi Khalek, un ibrido umano e Goa'uld frutto degli esperimenti di Anubis, al fine di studiare meglio il processo di ascensione, ma questo provocherà molte perdite umane da parte dell'SGC. In seguito diverrà rappresentante degli Stati Uniti presso l'IOA. Verrà salvato da morte certa, insieme ad altri colleghi diplomatici, dal Sito Gamma preso d'assalto da insetti carnivori, mentre l'ultima apparizione in Stargate SG1 lo vedrà protagonista di una scelta difficile e sofferta. Memore della passata esperienza con Khalek considererà Daniel Jackson tramutato in priore come una minaccia, arrivando alla decisione di porlo in stasi. Fortunatamente Jackson riuscirà a tornar normale prima dell'attuazione del piano di Woolsey.

## Woolsey nella serieStargate Atlantis
Quando delle astronavi Wraith scoprono la posizione della Terra viene inviato ad Atlantis per appurare che la Dottoressa Weir abbia le giuste competenze per guidare la missione nella Galassia di Pegaso. Capendo le difficoltà con le quali la Weir e il team di Atlantis si devono confrontare ogni giorno altererà un po' il suo rapporto al fine di metterla sotto una luce migliore.
Quando nella terza stagione un gruppo di Antichi ritorna a prendere possesso di Atlantide, lui e il Generale O'Neill vengono mandati dalla Terra per negoziare. 
Durante la quarta stagione la spedizione di Atlantis viene affidata a Samantha Carter, e ancora una volta Woolsey viene inviato ad Atlantis per controllare l'operato del capo della spedizione.
Nella quinta stagione il comando della spedizione verrà affidato proprio a Woolsey e durante questa stagione egli arriverà a comprendere che non è sempre possibile applicare rigidamente il protocollo e le regole, e che talune volte si devono forzare i regolamenti o addirittura ignorarli. Solo dopo aver preso atto di questa importante concezione del comando verrà accettato dai membri della spedizione Atlantis e in particolar modo da Sheppard.